# UPC Magyarország
A UPC Magyarország vezető hazai integrált infokommunikációs szolgáltató volt. Egy 2018. évi tranzakció következtében a Vodafone Magyarország (2025. január 1. óta One Magyarország Zrt.) lett a UPC Magyarország 100 százalékos tulajdonosa. Néhány szolgáltatásnál a UPC márkanév használata csak később, 2021-ben szűnt meg teljesen.

## Története
A UPC Magyarország 1998. július 1-jén jött létre az addigi kettő hazai piacvezető kábeltelevíziós csoport, a Kábelkom és a Kábeltel egyesülésével. (Az 1989-ben alapított Kábelkom az alábbi vidéki városokban és a környékükön üzemeltetett korabeli analóg kábeltelevíziós szolgáltatást: Székesfehérvár, Tatabánya, Veszprém, Pécs, Dunaújváros, Eger, Szolnok, Miskolc, Debrecen, Nyíregyháza. Az 1994-ben alapított Kábeltel Budapest mellett pedig a következő településeken: Sopron, Szombathely, Nagykanizsa, Mór, Mezőtúr, Budaörs.)
2000 szeptemberében indult el a frissen kiépített (optikai – koaxiális rendszerű hibrid) csillagpontos hálózatokon a Chello internet szolgáltatás. (Az optikai hálózat fejlődésének köszönhetően a sebessége azóta a sokszorosára növekedett és számos névváltoztatáson is átesett.) 2004-ben indult el a kábeles telefonszolgáltatás. 2005-ben az országos hálózaton is elérhetővé vált a Triple-Play rendszer (televízió, internet, telefon). A Liberty Global nevű nemzetközi kábeltelevíziós médiaholding leányvállalataként 2003-ban a Telekábel Hungary N.V. és a Kábelkom Holding Co. volt a társaság hazai tulajdonosa.
2008-ban jelentek meg a digitális (DVB-C szabványú) DVD felbontású SD és a nagyfelbontású HD kábelcsatornák a kínálatban. Azok elterjedésével párhuzamosan jelentősen visszaszorult az analóg programok aránya.
A UPC Magyarország tulajdonosa 1999-ben többségi részesedést szerzett a Monor Telefon Társaságban (MTT, Monortel). 2008-tól UPC Telekom néven működött. A szolgáltató üzleti csomagjait UPC Business néven forgalmazta. 2015-ben elindult a mobil szolgáltatás is, az úgynevezett UPC Mobil  06-31-es körzetszámmal, ami a Vodafone Magyarország (2025. január 1. óta One Magyarország Zrt.) hálózatáról üzemelt.
A UPC Magyarország kábelhálózatain országszerte közel 356 településen biztosított televíziós, szélessávú internet és vezetékes telefonszolgáltatásokat. Mobilszolgáltatását a hazai távközlési szektorban új megközelítéssel indította útjára 2015-ben, elsőként kínálva korlátlan adatforgalmú, hűségidő nélküli díjcsomagokat és hálózatfüggetlen készülékeket. Innovatív applikációi és szolgáltatásai segítségével a UPC Magyarország az otthonok és irodák falain kívül is kínált csatlakozást a digitális világ határtalan lehetőségeihez. 
A UPC Magyarország Vállalati Szolgáltatások üzletága egyedi igényekre szabott és kedvező árú üzleti kommunikációs megoldásokat nyújtott a vállalkozások számára. A vállalat 2019. március 31-i adatai szerint a UPC Magyarország a több mint 1,83 millió magyarországi háztartást elérő, korszerűsített és folyamatosan bővülő hálózatain összesen 691 200 kábeltelevíziós, 700 400 szélessávú internetes, 686 400 vezetékes telefon és 115.800 mobilszolgáltatást üzemeltetett. A Liberty Global és a Vodafone-csoport közötti 2018. évi tranzakció következtében a Vodafone Magyarország (2025. január 1. óta One Magyarország Zrt.) lett a UPC Magyarország 100 százalékos tulajdonosa. A két szolgáltató ezt követően cégcsoportként, de különálló vállalatként működött tovább. 2019-ben a Vodafone Magyarország (2025. január 1. óta One Magyarország Zrt.) vezetői bejelentették, hogy a tranzakciót követően a UPC név eltűnik a magyar piacról és azt a továbbiakban a Vodafone Magyarország (2025. január 1. óta One Magyarország Zrt.) váltja fel. Az intézkedésre 2020. április 1-én került sor.

## UPC Direct
2000. szeptember 1-én a UPC Magyarország indított egy új üzletágat, a UPC Direct (2021. január 1. óta Direct One) néven futó műholdas televíziószolgáltatást. Ez annyira kinőtte magát a UPC Magyarországból, hogy 2010-ben külön cégként ment tovább, mint a Liberty Global leányvállalata. Ezzel egyidőben elindította Combo csomagjait (TV+Internet+Telefon), mint virtuális Internet és VOIP szolgáltató. Jelmondata az "Élmény, ami körülvesz" volt. A céget 2019-ben eladták az M7Groupnak, melyet hamarosan a Canal+ vásárolt fel. (A Combo csomagok értékesítése 2020. szept. 1. óta megszűnt.)

## A FiberNet felvásárlása
2010. október 23-án a UPC Magyarország bejelentette, hogy megvásárolja a FiberNet Kommunikációs Zrt. kábelhálózatainak egyharmadát, majd a Gazdasági Versenyhivatal jóváhagyását és más feltételek teljesülését követően 2011. április 1-jével átvette az előbb említett szolgáltató, valamint a DunaWeb Kommunikációs Kft. által eddig Budapesten és mintegy további 50, főként Pest, Fejér, Csongrád és Békés megyei településen biztosított szolgáltatásokat. A UPC a FiberNet és Dunaweb előfizetők számára a legtöbb területen rendelkezésre bocsátotta a teljes szolgáltatáskínálatát, mint például a digitális videorögzítő funkció, a több száz filmet kínáló videotár és az akár 120 megabites letöltési sebességet nyújtó Fiber Power internetet. 2017-re már 300 megabites és 500 megabites letöltést is tudta biztosítani a szolgáltató a Connect Box kábelmodemekkel.
A UPC Magyarország ezeket a hálózatokat a Magyar Telecom B.V.-től, az Invitel Holding A/S egyik leányvállalatától vásárolta meg. Egyúttal lezárta a FiberNet egyedüli tulajdonosának, a Fibernet Tanácsadó Kft.-nek a megvásárlását. A hálózatok beolvasztását és szükséges műszaki fejlesztését követően a UPC Magyarország 2011 áprilisától kezdődően vette át a szolgáltatást és indította el a saját kábeltelevíziós, internet- és telefonszolgáltatásait az ezeken a területeken élő előfizetők számára.

## Connect Box
2016-ban a UPC broadband (UPC Magyarország) márkanév alatt futó Liberty Global bevezette a tajvani Compal cég CH7465 típusú új generációs kábelmodemjét. A technológia a DOCSIS 3.0 szabványon alapult, amely a koaxiális hálózaton keresztül továbbított nagysebességű internetkapcsolatot működteti. Egyszerre 2,4 GHz és 5 GHz Wi-fi technológia is futott, és az Ethernet portja akár 1 Gigabites sebességre is képes volt. (Stabilan 500 Mbit/s adatátviteli sebességre képes.)
A készüléket a Vodafone Magyarország már nem forgalmazta. (2025. január 1. óta One Magyarország Zrt.)

## Horizon
A Horizon platform 2011-ben jelent meg, viszont Magyarországon csak 2016-ban jelent meg. Okosfunkciókkal rendelkezett és minden megtalálható volt rajta. Magyarországon egy modell jelent meg, egy Kaon gyártmányú KCF-SA900PCO sorozatszámú eszköz. (Külföldön már 4K felbontású változatban is létezik, de olyat is forgalmaztak, ami kábelmodem, tuner és VOIP telefonszolgáltató eszköz volt egyben, így csak egy eszközre volt szükség az otthoni vezetékes szolgáltatásokhoz. További funkciója a 7 napos visszajátszás felvétel nélkül stb.)
A készüléket a Vodafone Magyarország Kaon mediabox néven, egy frissített Vodafone-os elemeket tartalmazó szoftverrel együtt tovább értékesítette, viszont az Interaktív funkciók (műsor rögzítés/vissza nézés, TV appok stb. ) megszűntek rajta, a 4K tudású Vodafone TV box javára. (ma már OneTV) 
2025.01.01. Nappal a Vodafone Magyarország kivonult Magyarországról, helyét a korábbi tulajdonos (4iG) által már Montenegróban és Albániában is bevezetett és használt, új márka váltotta, a One Magyarország Zrt. 
Ezzel a lépéssel megszűnt a Kaon boxok értékesítése, forgalmazása. 

### UPC TV App (Horizon GO)
Ezzel együtt megjelent a Horizon GO app is, melyet nem csak Horizon boxszal együtt lehetett igénybe venni.
2021. szeptember 30-án a Vodafone Magyarország kivezette a Horizon GO-t. (2025. január 1. óta One Magyarország Zrt.)

## UPC Wi-Free
2014-ben a UPC broadband a UPC Magyarországgal együtt elindította a világ legnagyobb WIFI-hálózatát a Wi-Free-t. Ezzel a világon az összes UPC (Németországban Unitymedia) előfizetőnél, aki szerette volna, bekapcsolt ez a szolgáltatás, még UPC Mobil esetében is. Technikailag úgy működött, hogy az otthoni WIFI hálózatból egy szabad csatornát felhasznált, így két WIFI üzemelt a modemen. App is született rá, mellyel gyorsan és egyszerűen lehetett beállítani. Ezzel több mint 2 millió helyen volt elérhető Európában.
2021. január 31-én a Vodafone Magyarország kivezette a UPC Wi-Free szolgáltatást. Helyette előfizetéses mobil internetet kínált. (2025. január 1. óta One Magyarország Zrt.)

## UPC Mobil
2014-ben a UPC Magyarország a vezetékes hálózatokon kívül egy új mobilszolgáltatással állt elő UPC előfizetőknek. Alacsony havidíjjal kínált korlátlan mobilnetet, elsőként az országban, virtuális mobilszolgáltatóként. Az úgynevezett „Freedom” előfizetőknek a UPC Wi-Free hálózatra való csatlakozást is elérhetővé tette, így 10 Mbps sebességet is el tudtak érni, ami több mint 2-szer nagyobb az elérhető legmagasabb csomag legnagyobb sebességénél. A Vodafone Magyarország (2025. január 1. óta One Magyarország Zrt.) hálózatát bérelte, 06 31-es előhívóval. Az előfizetői tapasztalatokat figyelembe véve elég volt ez a pici sávszélesség is, viszont nagy hátrányt jelentett, hogy megszűnt a UPC Wi-Free és 2014-ben nem volt 4G hálózata a Vodafone Magyarországnak (2025. január 1. óta One Magyarország Zrt.), így még mindig csak a 3G-hálózatra való csatlakozás volt engedélyezve.
2019. október 1-én a Vodafone Magyarország kivezette a UPC Mobilt. (2025. január 1. óta One Magyarország Zrt.)

## Happy Home
2019-ben dobta piacra a UPC broadband, ezért a UPC Magyarország az úgynevezett "Happy Home" csomagokat. Ebben 100, 300 vagy 500 megabites internet közül lehetett választani. A TV csomag az elérhető legmagasabb csatornaszámú és a Vezetékes VOIP telefonokban automatikusan ingyenes volt a beszélgetés UPC, UPC Direct (2021. január 1. óta Direct One) és UPC Mobil irányban. Ez a csomag korlátozott ideig alacsony havidíjjal kezdődött. Alapértelmezés volt a Connect box kábelmodem és a Powerline adapterek, mellyel nem maradt WIFI nélkül a család. (Csomagok rendezésére, átvariálására volt lehetőség. Ez csak a legjobban reklámozott verzió volt.)

## UPC Webmail
A UPC broadbandnak volt egy SMTP szerver alapú email levelezési rendszere, amelyet az előfizetői szerződéskor adtak, díjmentesen. 
2021. május 31-én a Vodafone Magyarország kivezette a UPC Webmailt. (2025. január 1. óta One Magyarország Zrt.)

## Tevékenysége
Tevékenysége három részre oszlott:
- UPC Broadband → kábeltelevízió, telefonos szolgáltatások, internet-hozzáférés és virtuális mobilszolgáltató
- Chellomedia → széles sávú tartalomszolgáltatás, kábeltelevíziós műsorgyártás, interaktív szolgáltatások stb.
- UPC Mobil → okos és mobiltelefonok értékesítése, laptopok értékesítése